# Cinnamomum amplexicaule
Cinnamomum amplexicaule är en lagerväxtart som först beskrevs av Cham. & Schlechtend., och fick sitt nu gällande namn av André Joseph Guillaume Henri Kostermans. Cinnamomum amplexicaule ingår i släktet Cinnamomum och familjen lagerväxter. Inga underarter finns listade i Catalogue of Life.